# Marie Trintignant
Pour les articles homonymes, voir Trintignant.
Marie Trintignant (/maʁi tʁɛ̃tiɲɑ̃/ ), née le 21 janvier 1962 à Boulogne-Billancourt (Seine) et morte le 1er août 2003 à Neuilly-sur-Seine (Hauts-de-Seine), est une actrice de cinéma et comédienne de théâtre française.
Fille de l'acteur Jean-Louis Trintignant et de la réalisatrice Nadine Trintignant, sa carrière de comédienne s'étend des années 1960 au début des années 2000. Elle obtient cinq nominations aux César du cinéma.
Elle meurt en août 2003, victime d'un féminicide, après avoir été rouée de coups quelques jours plus tôt par son compagnon, le chanteur Bertrand Cantat.

## Biographie

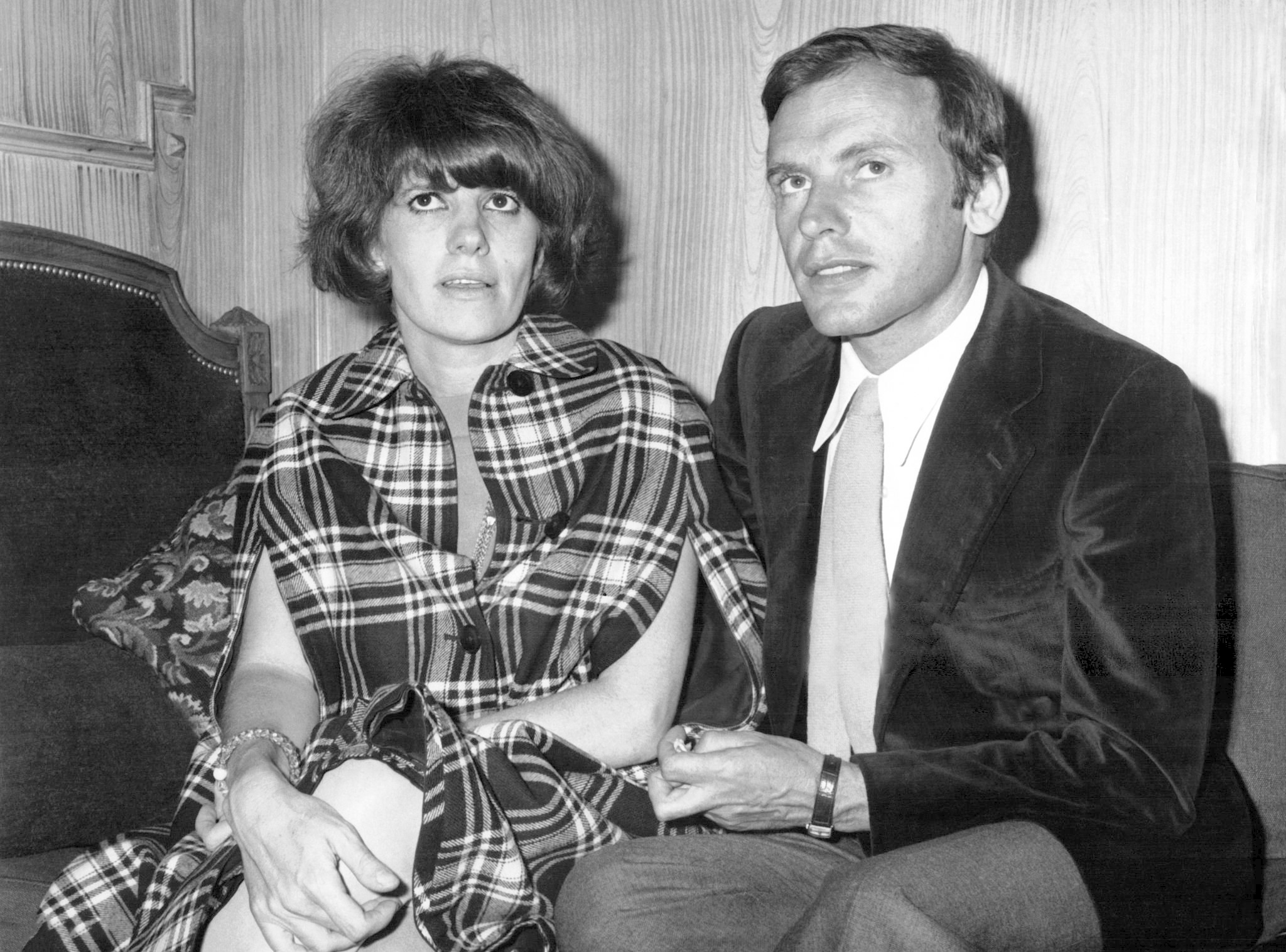
Ses parents, Nadine Trintignant et Jean-Louis Trintignant, en 1968.

### Famille
Marie Trintignant est la fille de l'acteur Jean-Louis Trintignant et de la réalisatrice Nadine Trintignant. En 1998, sa mère épouse son compagnon de longue date, le réalisateur Alain Corneau, lequel adopte dans le même temps, Marie et son frère Vincent, avec le consentement de leur géniteur, Jean-Louis Trintignant.

### Enfants
Habitant tantôt Uzès, tantôt Paris, Marie Trintignant est la mère de quatre enfants : Roman, né en 1986 de Richard Kolinka, Paul né en 1993 de François Cluzet, Léon né en 1996 de Mathias Othnin-Girard et Jules né en 1998 de Samuel Benchetrit.

### Carrière
Elle commence sa carrière d'actrice en 1966, à l'âge de quatre ans, pour le long métrage Mon amour, mon amour réalisé par sa mère, aux côtés de son père, puis elle enchaîne d'autres films également mis en scène par sa mère.

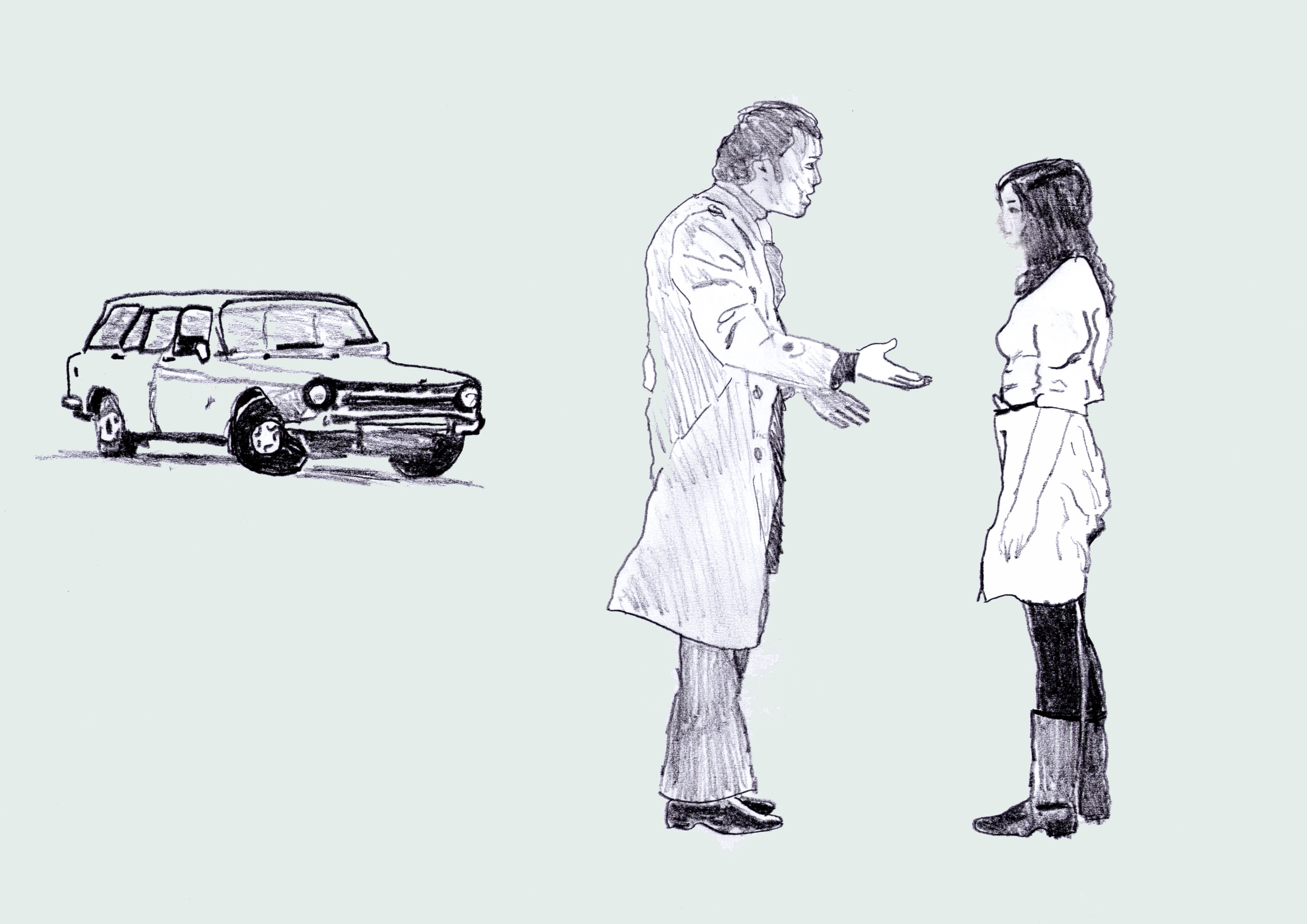
Dessin de Marie Trintignant et Patrick Dewaere dans Série noire.

En 1978, à 16 ans, elle incarne le personnage de Mona dans le film Série noire d'Alain Corneau, lequel devient culte parmi le genre film noir, grâce à sa mise en scène, l'ambiance sombre et désespérée qui en émane et, surtout, l'interprétation de Patrick Dewaere sans lequel le film « n'aurait pas existé », selon le réalisateur.
Dans les années 1980, sa notoriété se confirme grâce à Étienne Périer, metteur en scène du téléfilm en deux épisodes La Garçonne, pour France 2, d'après le roman de Victor Margueritte (1922) et grâce à Claude Chabrol pour le film Une affaire de femmes, — dans lequel elle incarne une prostituée, amie du personnage principal interprété par Isabelle Huppert — ainsi que Betty (1992) du même réalisateur, dans lequel elle tient le premier rôle, une alcoolique en rupture avec sa famille bourgeoise qui provoque le désordre dans le couple qui la recueille.
Dans les années 1990, elle tient le premier rôle dans Nuit d'été en ville de Michel Deville. Elle joue dans des comédies comme Cible émouvante et … Comme elle respire, deux films de Pierre Salvadori où elle donne la réplique à Jean Rochefort et à Guillaume Depardieu.
En 2000, sous la direction de sa mère, elle incarne une militante du droit à l'avortement dans le téléfilm Victoire ou la Douleur des femmes. La même année, elle est membre du jury du festival du cinéma américain de Deauville.
Nommée cinq fois aux César du cinéma, elle n'obtient cependant pas de trophée.

### Mort
Dans la nuit du 26 au 27 juillet 2003 dans la chambre d'hôtel du Domina Plaza de Vilnius en Lituanie, où elle tourne le téléfilm Colette, une femme libre, une dispute au sujet d'un message envoyé par son mari Samuel Benchetrit, dont elle est séparée, éclate avec son compagnon, le chanteur Bertrand Cantat. Ce dernier et Marie Trintignant ont une relation tumultueuse depuis 18 mois. Bertrand Cantat la frappe à plusieurs reprises, « une vingtaine de traces de coups sont apparentes ». La comédienne tombe au sol, inanimée. Il la porte dans son lit, sans appeler les secours. Plus tard dans la nuit, il appelle au téléphone Vincent Trintignant, le frère de Marie. Celui-ci rejoint le chanteur, ne mesure pas la gravité de la situation et Cantat le dissuade à plusieurs reprises d'appeler un médecin. Au matin à 7 h 15, Vincent Trintignant voit que sa sœur ne réagit pas et appelle les secours. Marie Trintignant est admise à l'hôpital universitaire de Vilnius dans un coma profond.
À deux reprises, les chirurgiens opèrent la jeune femme pour décompresser le cerveau. Elle est rapatriée en France le 31 juillet en état de mort cérébrale, à la suite d'un œdème cérébral suivi d'un coma profond provoqué par les coups portés. Une opération de la dernière chance est tentée par le neurochirurgien Stéphane Delajoux, mais elle meurt le lendemain, le 1er août 2003, à Neuilly-sur-Seine.

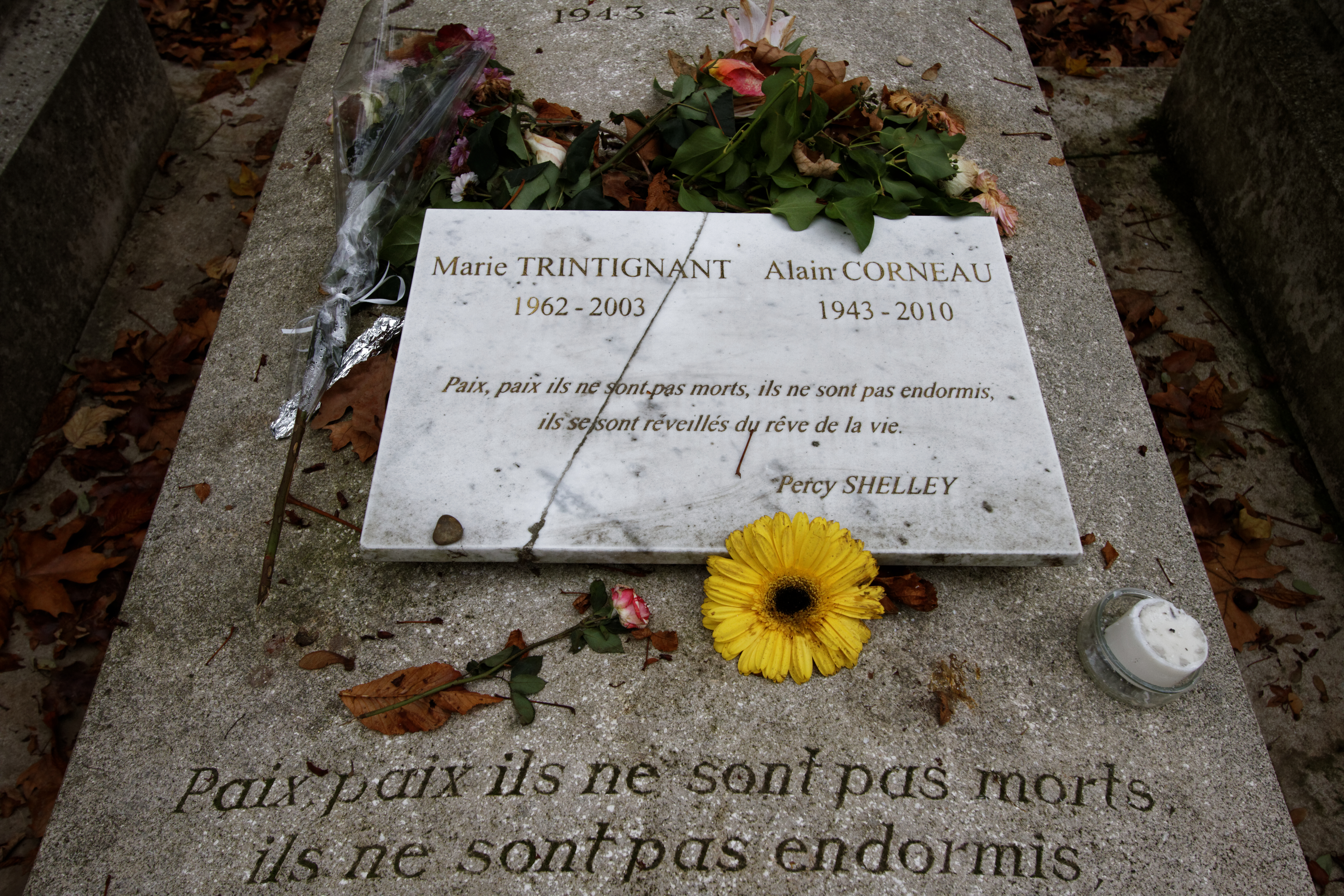
Tombe de Marie Trintignant au cimetière du Père-Lachaise (division 45).

Bertrand Cantat est condamné à huit ans de prison par la justice lituanienne pour « meurtre commis en cas d'intention indirecte indéterminée », peine dont il ne purge que la moitié.

### Inhumation
Marie Trintignant est inhumée au cimetière du Père-Lachaise (45e division) le 6 août 2003, en présence d'une assistance vêtue de blanc comme l’a demandé la famille. Le cercueil est recouvert de tournesols, sa fleur favorite. Le matin, un hommage réunit des proches au théâtre Édouard VII pour des lectures de textes et des chansons joués ou appréciés par la comédienne.
Le 4 septembre 2010, son père adoptif Alain Corneau est inhumé auprès d'elle. Leur sépulture porte en épitaphe une phrase de Percy Shelley : « Paix, paix, ils ne sont pas morts, ils ne sont pas endormis, ils se sont réveillés du rêve de la vie. »

## Hommages

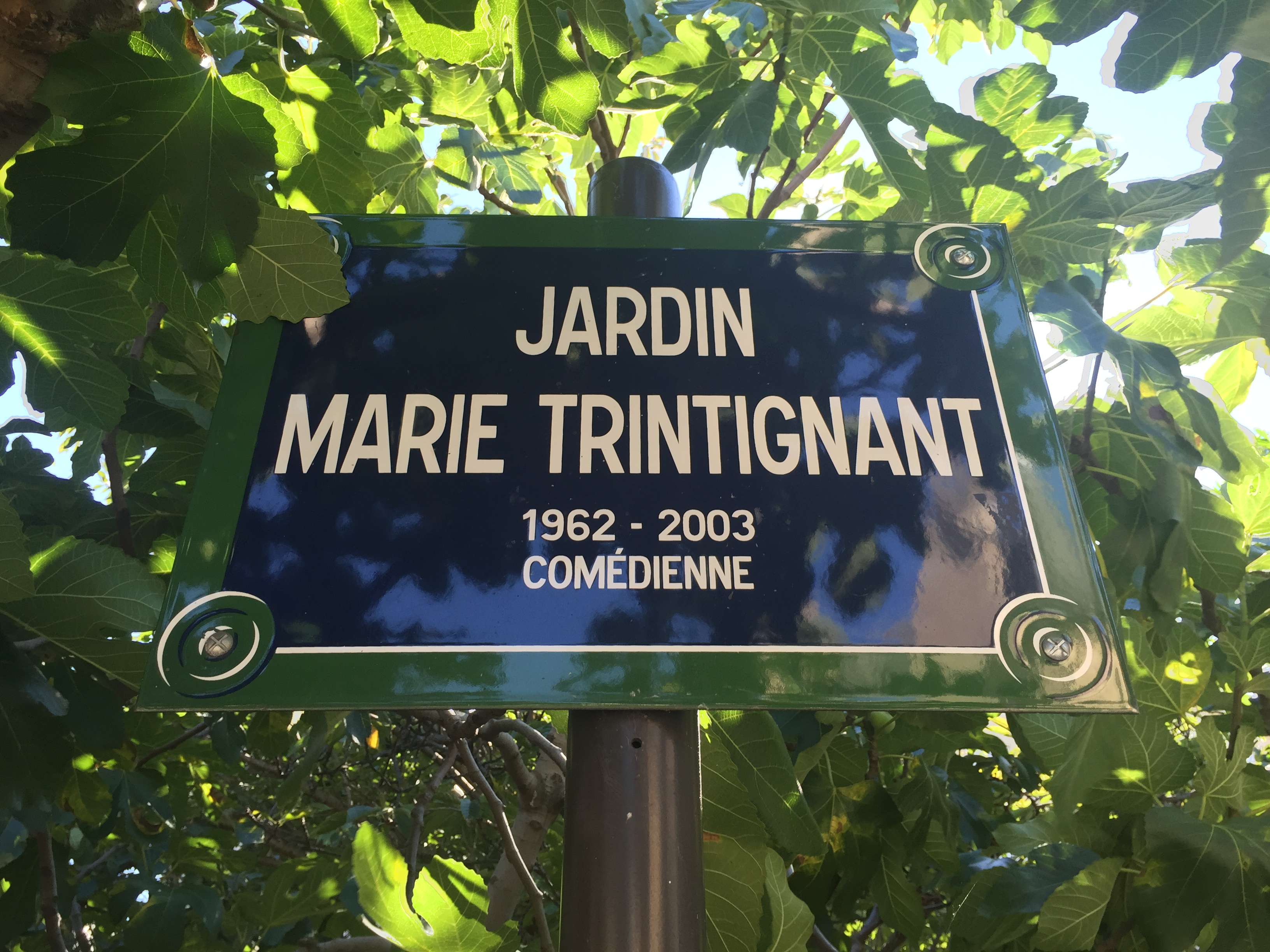
Le square Marie-Trintignant, à Paris, inauguré en mai 2007.

Nadine Trintignant publie en 2003 le livre Marie, ma fille, résumé par ces mots : 

« Je t'aime, ma fille chérie. Je t'aime à jamais. Peut-être parviendrai-je un jour à ne plus être obsédée par les horribles images de la fin de ta vie. J'arriverai à penser à toi avec douceur et à te sourire. Peut-être. Je ne suis sûre de rien. »

Le 13 mai 2007, Bertrand Delanoë, maire de Paris, inaugure le square Marie-Trintignant (ou jardin Marie-Trintignant) situé entre l'hôtel de Sens et la Seine, rue de l'Ave-Maria, dans le 4e arrondissement. Il existe également une rue Marie-Trintignant à Brest et une allée Marie-Trintignant à Rezé (Loire-Atlantique).
En 2016, Samuel Benchetrit, son ex-mari, lui rend hommage à travers son livre La Nuit avec ma femme.
En 2021, Eva Almassy revient sur le meurtre de Marie Trintignant dans R’avec (Arcane 17). La romancière franco-hongroise adopte le point de vue d'une autre victime potentielle de Bertrand Cantat, son épouse Krisztina Rády, qui s'est suicidée en 2010.

## Questionnements sur le traitement médiatique de son meurtre
En mars 2025, Netflix diffuse une minisérie intitulée De rockstar à tueur : le cas Cantat, en 3 épisodes, coréalisée par Anne-Sophie Jahn, Nicolas Lartigue, Zoé de Bussierre et Karine Dusfour,. La série, fruit d'une enquête ayant débuté en 2016, revient sur les morts de Marie Trintignant et de Krisztina Rády et connaît un grand succès de diffusion et médiatique. Le rôle de Cantat dans les morts des deux femmes, l'emprise qu'il a eue sur les deux ainsi qu'une forme d'omerta autour de lui sont décryptées,.
Le documentaire suggère que la défense de Bertrand Cantat à l'issue du meurtre de Marie Trintignant, invoquant l'accident, aurait marqué l'imaginaire collectif, générant une empathie envers lui comparable à celle envers la victime,. Un rapport médical inédit est révélé, suggérant des violences conjugales que Bertrand Cantat aurait fait subir à son épouse Krisztina Rády, incluant des violences psychologiques et physiques qu'elle n'aurait confiées qu'à de rares proches,,. Le documentaire témoigne d'un changement de regard sur le personnage, lié aux évolutions sociétales depuis l'émergence du mouvement MeToo. La thèse du « crime passionnel », longtemps véhiculée par les médias et l'opinion publique, a progressivement fait place à celle d'un féminicide,,. Le documentaire remet en avant un traitement médiatique problématique. Par exemple, l'écrivain Christophe Gallaz écrit quelques jours après le drame : « Oh, petite comédienne morte, comment les choses en sont arrivées là ? Quelle femme étais-tu donc à courir ainsi non seulement d’un amour à l’autre, mais d’un père de tes enfants au suivant, jusqu’à te rendre peut-être insupportable aux yeux de ton ami le chanteur, lui-même rempli de charge explosive jusqu’au ras de la peau ? Es-tu morte à force d’avoir été trop dispersée, trop ramifiée, trop éparpillée, trop ailleurs, trop évanouie, trop insaisissable ? Ton ami le chanteur t’a-t-il frappée parce que ce geste était devenu pour lui le seul moyen de t’arrêter et de te retrouver ? » Ainsi, la chanteuse Lio, qui témoigne dans ce documentaire, fait partie des premières à dénoncer publiquement la violence de Cantat, sa parole n'est pas écoutée pendant longtemps et subit même certaines conséquences négatives sur sa carrière,,. Elle explique notamment : « Bertrand Cantat l’a tenue avec le genou sur la gorge. Le médecin légiste l’avait dit. C’était une exécution. »

## Filmographie

### Cinéma

#### Longs métrages
- 1967 : Mon amour, mon amour de Nadine Trintignant : la petite fille
- 1971 : Ça n'arrive qu'aux autres de Nadine Trintignant
- 1973 : Défense de savoir de Nadine Trintignant : Marie
- 1976 : Le Voyage de noces de Nadine Trintignant : la jeune fille au mariage
- 1979 : Série noire d'Alain Corneau : Mona
- 1980 : Premier Voyage de Nadine Trintignant : Marie Lambert
- 1980 : La Terrasse (La Terrazza) d'Ettore Scola : Isabella
- 1981 : Un matin rouge de Jean-Jacques Aublanc : Marie
- 1983 : Les Îles d'Iradj Azimi : Nathalie
- 1985 : L'Été prochain de Nadine Trintignant : Sidonie
- 1987 : Noyade interdite de Pierre Granier-Deferre : Isabelle
- 1988 : La Maison de Jeanne de Magali Clément : Martine
- 1988 : Une affaire de femmes de Claude Chabrol : Lucie/Lulu
- 1990 : Les Ailes de la renommée (Wings of Fame) d'Otovar Votocek : Bianca
- 1990 : Nuit d'été en ville de Michel Deville : Émilie/femme
- 1990 : Alberto Express d'Arthur Joffé : Clara
- 1991 : Les Amants du Pont-Neuf de Leos Carax : voix uniquement
- 1991 : Contre l'oubli de Chantal Akerman – Documentaire pour Amnesty International
- 1992 : Betty de Claude Chabrol : Élisabeth Étamble dite Betty
- 1993 : L'Instinct de l'ange de Richard Dembo : la jeune veuve
- 1993 : Cible émouvante de Pierre Salvadori : Renéé Andrieux
- 1993 : Les Marmottes d'Élie Chouraqui : Lucie
- 1993 : Hoffman's Honger de Leon de Winter : Irena Nova
- 1995 : Les Apprentis de Pierre Salvadori : Lorette
- 1995 : Fugueuses de Nadine Trintignant : Marina
- 1996 : Des nouvelles du bon Dieu de Didier Le Pêcheur : Évangile
- 1996 : Le Cri de la soie d'Yvon Marciano : Marie Benjamin
- 1996 : Ponette de Jacques Doillon : la mère
- 1996 : Portraits chinois de Martine Dugowson : Nina
- 1997 : Les Démons de Jésus de Bernie Bonvoisin : Levrette
- 1997 : Le Cousin d'Alain Corneau : juge Lambert
- 1998 : … Comme elle respire de Pierre Salvadori : Jeanne
- 2000 : Promenons-nous dans les bois de Lionel Delplanque : la mère
- 2000 : Le Prince du Pacifique d'Alain Corneau : Moeata
- 2000 : Harrison's Flowers d'Élie Chouraqui : Cathy
- 2001 : Sur la pointe du cœur d'Anne Lévy-Morelle - Documentaire : voix uniquement
- 2002 : Une longue, longue, longue nuit d'amour (Una lunga, lunga, lunga notte d'amore) de Luciano Emmer ; Irène
- 2002 : Petites Misères de Philippe Boon et Laurent Brandenbourger : Nicole
- 2002 : Total Khéops d'Alain Bévérini : Lole
- 2002 : Corto Maltese, la cour secrète des arcanes de Pascal Morelli : La Duchesse Marina Seminova (voix)
- 2002 : Lo, un jour où il y aura la nuit d'Olivier Brut : voix uniquement
- 2002 : Ce qu'ils imaginent d'Anne Théron : Juliette
- 2003 : Les Marins perdus de Claire Devers : Mariette
- 2003 : Janis et John de Samuel Benchetrit : Brigitte Sterni

#### Courts métrages
- 1985 : Femme fidèle de Dominique Maillet
- 1986 : Paulette et son prince de Thierry Barrier
- 1996 : Gorille, mon ami d'Emmanuel Malherbe
- 1999 : Elle grandit si vite d'Anne Théron

### Télévision
- 1977 : Madame le juge (série TV) : Corinne
- 1984 : Cinéma 16 (série TV) : Sophie
- 1988 : Médecins des hommes (série TV) : Anne
- 1988 : Sueurs froides (série TV) : Laurence
- 1988 : La garçonne (téléfilm) : Monique L'Herbiers
- 1989 : Les Jupons de la Révolution : Marat (série TV) : Charlotte Corday
- 1993 : Rêveuse jeunesse (téléfilm) : Ramona
- 1994 : Arrêt d'urgence (téléfilm) : Louison
- 1994 : Le Misanthrope (téléfilm) : Arsinoë
- 1996 : L'Insoumise de Nadine Trintignant (téléfilm) : Claire
- 1996 : Le Secret d'Iris (téléfilm) : Iris
- 1997 : La Famille Sapajou (série TV) : Marianne Sapajou
- 2000 : Victoire ou la Douleur des femmes de Nadine Trintignant (série TV) : Victoire
- 2003 : Corto Maltese (série TV) : Bouche Dorée (voix)
- 2003 : Colette, une femme libre de Nadine Trintignant (série TV) : Colette

## Théâtre

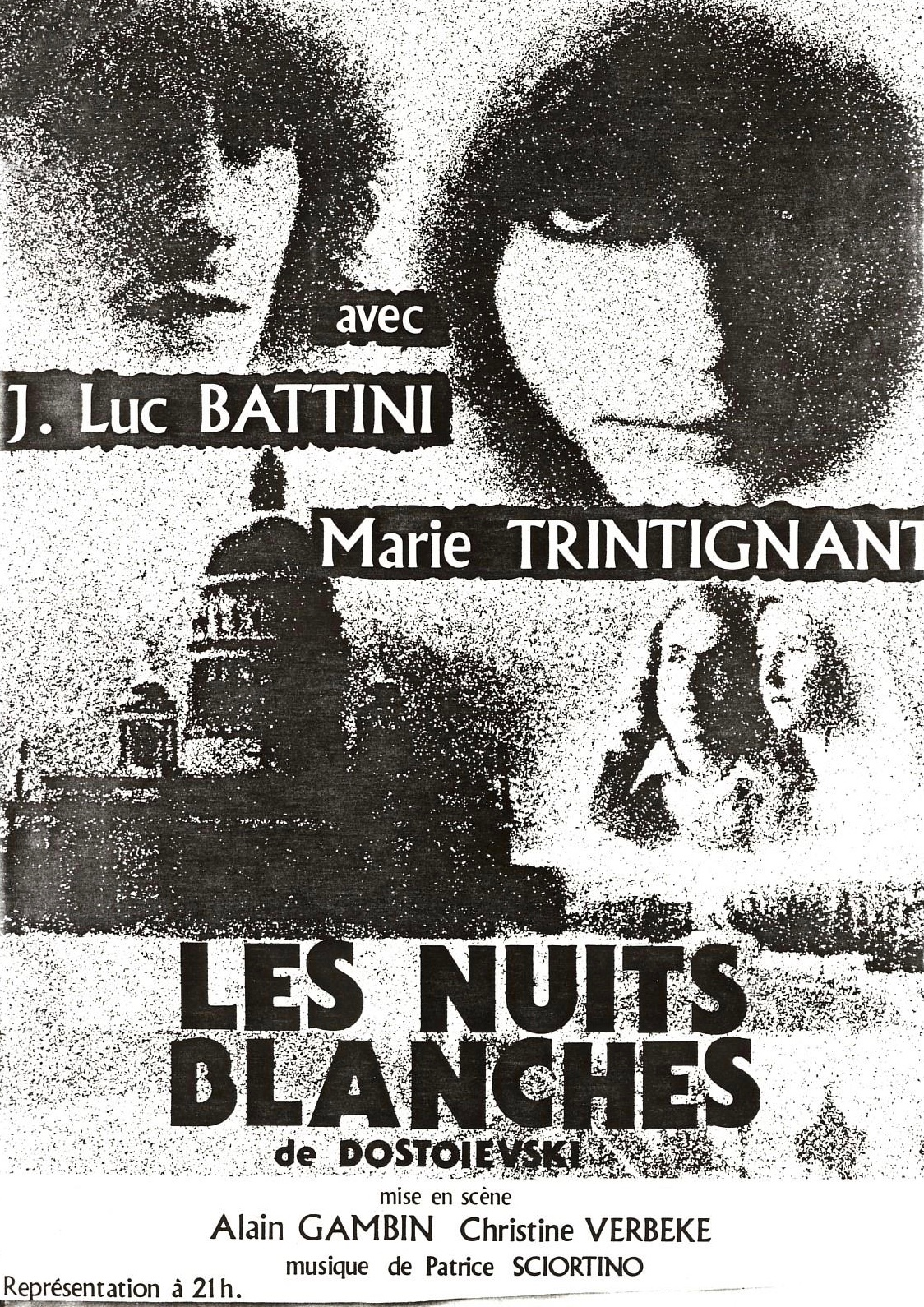

- 1981 : Les Nuits blanches de Dostoïevski, mise en scène Alain Gambin, avec Jean-Luc Battini en tournée à travers la France
- 1990 : Y'a pas que les chiens qui s'aiment de et avec Marie Trintignant et François Cluzet, Théâtre national de Chaillot
- 1992 : Belgicae d'Anita Van Belle, mise en scène Pierre Pradinas, lecture au Festival d'Avignon
- 1994 : Pour Roland Dubillard, lecture au Festival d'Avignon
- 1994 : Le Retour d'Harold Pinter, mise en scène Bernard Murat, théâtre de l'Atelier
- 1995 : Néron de Gabor Rassov, mise en scène Pierre Pradinas, Théâtre de la Bastille ; reprise au théâtre Le Trianon en 1997
- 1999 : Poèmes à Lou de Guillaume Apollinaire, mise en scène Samuel Benchetrit, avec Jean-Louis Trintignant, théâtre de l'Atelier
- 2002 : Comédie sur un quai de gare de Samuel Benchetrit, avec Jean-Louis Trintignant, théâtre Hébertot

## Enregistrements
- En 1990, elle incarne Bianca, une chanteuse pop au purgatoire dans le film d'Otakar Votocek Wings of Fame (« Les Ailes de la renommée ») ; l'enregistrement de la chanson qu'elle y interprète n'est pas disponible.
- En novembre 2001, elle chante Je suis dev'nue la bonne en duo avec Thomas Fersen, lors de l'émission en public Absolument fabuleux sur France Inter. En 2003, toujours avec Thomas Fersen, elle enregistre Pièce montée des grands jours, chanson éponyme de l'album de ce dernier.
- En 2003, dans le film Janis et John de Samuel Benchetrit, elle joue une femme qui se fait passer pour Janis Joplin ; elle y chante aussi.

## Distinctions

### Récompenses
- Festival du film de Taormine 1992 : Meilleure actrice pour Betty
- Festival international des programmes audiovisuels de Biarritz 2000 : Meilleure actrice pour Victoire ou la Douleur des femmes
- Festival international des programmes audiovisuels de Biarritz 2004 : Meilleure actrice pour Colette, une femme libre

### Nominations
- César 1989 : César de la meilleure actrice dans un second rôle pour Une affaire de femmes
- César 1994 : César de la meilleure actrice dans un second rôle pour Les Marmottes
- César 1997 : César de la meilleure actrice pour Le Cri de la soie
- César 1998 : César de la meilleure actrice dans un second rôle pour Le Cousin
- César 1999 : César de la meilleure actrice pour … Comme elle respire